# إيرني ريتشاردسون
إيرني ريتشاردسون (بالإنجليزية: Ernie Richardson)‏ (8 مارس 1916 في المملكة المتحدة - 1 يناير 1977) هو لاعب كرة قدم بريطاني (وحمل سابقاً جنسية المملكة المتحدة لبريطانيا العظمى وأيرلندا) في مركز جناح ‏. لعب مع برمنغهام سيتي وسوانزي سيتي.